# Sonia Horn
Sonia Horn (ur. 30 listopada 1923 w Mysłowicach, zm. 29 kwietnia 1945 w Berlinie) – polska harcerka, działaczka polskiego podziemia w czasie II wojny światowej, więźniarka KL Ravensbrück.

## Życiorys
Urodziła się 30 listopada 1923 roku w Mysłowicach (bądź w Nikiszowcu). Jej ojciec był Niemcem, a matka Polką, którzy rozwiedli się, gdy Sonia miała cztery lata. Wychowywana była po polsku, głównie przez swoją babcię. Uczęszczała do Miejskiego Gimnazjum Kupieckiego w Katowicach. Szkołę ukończyła w 1939 roku, a podczas balu maturalnego poznała nauczyciela i oficera Wojska Polskiego Franciszka Roja, z którym jeszcze w tym samym roku wzięła ślub. W tym okresie działała także w harcerstwie.
Gdy w 1939 roku wybuchła II wojna światowa, jako szesnastolatka zaczęła działać w konspiracji. Od końca 1939 roku związana była z Organizacją Orła Białego, a następnie wstąpiła do katowickiego obwodu Związku Wali Zbrojnej – Armii Krajowej. Kolportowała gazetę, która była powielana w jej rodzinnym domu (mieszkała wówczas przy obecnej ulicy Krakowskiej 10 w Mysłowicach). Była to konspiracyjna gazeta wydawana od listopada 1939 roku pn. Braciom na otuchę. Wraz z mężem pomagała także rodzinom osób pomordowanych; zdobywali dla nich odzież i fundusze, a także kolportowali ulotki.
W lutym 1943 roku została aresztowana. Podczas przesłuchań w siedzibie Gestapo w Katowicach milczała, a jako że funkcjonariusze nie mogli jej niczego udowodnić, została wypuszczona na wolność, ale była objęta nadzorem. Uciekła wraz z mężem do Krakowa, gdzie zostali aresztowani przez Gestapo 13 czerwca 1943 roku. Osadzono ich w więzieniu Montelupich. Męża Franciszka deportowano do KL Auschwitz, gdzie został rozstrzelany 22 października 1943 roku, natomiast ją przewieziono do obozu koncentracyjnego dla kobiet w Ravensbrück, gdzie nadano jej numer 25551.
Uciekła z obozu podczas jego likwidacji w kwietniu 1945 roku i wracając do Polski na piechotę dotarła do Berlina. Tam też zmarła 29 kwietnia tego samego roku, w pobliżu cmentarza Alter Garnisonfriedhof, gdzie została pochowana.

## Upamiętnienie
- Tablica pamiątkowa na starym cmentarzu przy ulicy Mikołowskiej w Mysłowicach, na grobie jej matki[5].